# Dongyu
Dongyu (kinesiska: 东于, 东于镇) är en köping i Kina. Den ligger i provinsen Shanxi, i den norra delen av landet, omkring 40 kilometer sydväst om provinshuvudstaden Taiyuan. Antalet invånare är 27 620. Befolkningen består av 13 207 kvinnor och 14 413 män. Barn under 15 år utgör 18,0 %, vuxna 15-64 år 74 %, och äldre över 65 år 7,0 %.
Genomsnittlig årsnederbörd är 616 millimeter. Den regnigaste månaden är juli, med i genomsnitt 207 mm nederbörd, och den torraste är januari, med 3 mm nederbörd.